# Freizeitsport
Der Begriff Freizeitsport erschien in einzelnen Publikationen ab dem Jahr 1949. In Österreich wurde er erstmals von Peter Zellmann im Jahr 1972 eingeführt und damit einer breiten Öffentlichkeit bekannt. Diese Bezeichnung wurde als bewusste Unterscheidung zum Vereins- und Verbandssport im Rahmen der Gründung der TSA – Turn- und Sportanstalt der Pädagogischen Akademien in Österreich geprägt. Während der Breitensport eigentlich die Basis des Verbandsports (Pyramide des Sports) definiert, bezeichnet der Freizeitsport (2-Säulenmodell) das sportliche Aktivsein außerhalb von Vereinsstrukturen. Als Angebot jenseits von ideologischer und vor allem zeitlicher Bindung kennzeichnete er die Entstehung der Fitnessstudios als kommerzielle Alternative ebenso wie die Gründung gemeinnütziger freizeitsportlicher Institutionen (TSA) als „Verein für Vereinslose“.
Zum Durchbruch des Begriffes kam es durch die Aktion „Freizeitsport aktuell“. Eine Zusammenarbeit der Kronen Zeitung mit der Freizeitsportorganisation TSA. Namhafte Spitzensportler wie z. B. die Weltrekordlerin im Hochsprung Ilona Gusenbauer stellten sich in den 1970er Jahren in den Dienst der Sache, um eine inhaltliche und organisatorische Brücke zwischen dem Spitzensport und den vereinslosen Freizeitsportlern zu schlagen. Mit über 40.000 Mitgliedern wurde die TSA in den 1980er Jahren dadurch zur erfolgreichsten Freizeitsportinitiative in Österreich. Der in der Praxis nachgewiesene Erfolg führte 1987 zur Gründung des IFT – Institut für Freizeit- und Tourismusforschung. Die heutigen freizeitwissenschaftlichen Erkenntnisse der Grundlagenforschung in Österreich als Basis der Lebensstil- und Zukunftsforschung gehen auf diese Initiative zurück.
Zur Einführung des Begriffs diente die Aktion „Freizeitsport Aktuell“ mit wöchentlichen, ganzseitigen Berichten über mehrere Monate in der Kronen Zeitung aus dem Jahr 1973 und deren Weiterführung im Jahr 1974.